# Valtierra
Valtierra è un comune spagnolo di 2 410 abitanti situato nella comunità autonoma della Navarra.
Storia:
Nel 1110 ospitò la battaglia di Valtierra tra l'emiro musulmano di al-Mustain II (che morì) contro Alfonso I d'Aragona di cui vinsero gli aragonesi.